# Sally Menke
Sally JoAnne Menke (17. prosince 1953 Mineola – 27. září 2010 Los Angels) byla americká filmová střihačka. Dlouhodobě spolupracovala s režisérem Quentinem Tarantinem, pro kterého stříhala všechny jeho filmy, až do své smrti v roce 2010. Menke byla nominována na Oscara za nejlepší střih za filmy Pulp Fiction: Historky z podsvětí (1994) a Hanební pancharti (2009). Za práci na Tarantinových filmech Kill Bill (2003), Pulp Fiction: Historky z podsvětí (1994) a Hanební pancharti (2009) získala také tři nominace na cenu BAFTA.
Za svou třicetiletou kariéru byla pětadvacetkrát nominována na několik různých cen a dvanáct z nich získala.

## Životopis
Narodila se v Mineole ve státě New York učitelce Charlotte Menke a profesoru managementu na Clemsonské univerzitě Dr. Warrenu Wellsovi Menkeovi. Navštěvovala školu PK Yonge Developmental Research School v Gainesville na Floridě, kterou absolvovala v roce 1972. Poté se přestěhovala zpět do New Yorku a v roce 1977 vystudovala filmový program na Tisch School of the Arts na Newyorské univerzitě, kde získala bakalářský titul v oboru filmové umění.

### Kariéra
Na začátku své kariéry střihala dokumentární filmy pro CBS. Prvním celovečerním filmem, který po ukončení studia střihala, byla komedie Cold Feet (1983). Další filmovou práci získala v 90. letech, kdy pracovala na filmech jako Želví nindžové (1990), Nebe a země (1993) a Boss (1996).
V roce 1992 se setkala s Quentinem Tarantinem, když pořádal pohovory na pozici střihače. „Levný”, právě takový měl být Tarantinův celovečerní debut, dle jejích vzpomínek. Tarantino jí poslal scénář k filmu Gauneři (1992) a ona řekla, že je podle ní „úžasný”. Menke byla na túře v Kanadě, když se dozvěděla, že práci dostala. Po spolupráci s Tarantinem na Gaunerech střihala všechny jeho následující filmy až do své smrti – celkem osm filmů. Tarantino v roce 2007 shrnul jejich pracovní vztah slovy: n„ejlepší spolupráce jsou týmy režisér-střihač, kde si mohou navzájem dokončovat věty”, a že Menke byla jeho „jedinou, skutečně upřímnou spolupracovnicí”. Společně vyvinuli svůj charakteristický styl dialogových, pomalu stříhaných scén komponovaných s rychle stříhanými akčními scénami.
Menke byla vybrána jako členka Amerických filmových střihačů. Na seznamu 75 nejlépe sestříhaných filmů všech dob, který sestavila v roce 2012 organizace Motion Picture Editors Guild, se film Pulp Fiction: Historky z podsvětí na 18. místě.
Její poslední střihovou prací byl film Městečko Peacock (2010), thriller uvedený v roce 2010, který režíroval Michael Lander.

### Úmrtí
Menke šla ráno 27. září 2010 na túru s jejím psem a kamarádkou. Kamarádka ji po hodině opustila, když se v horku začala cítit špatně. Když se Menke nevrátila domů, její přátelé zalarmovali policii. Pátrací psi, vrtulník losangeleského policejního sboru a policisté z hlídkových jednotek po ní několik hodin pátrali v Griffith Park. Její zamčené auto bylo nalezeno na parkovišti parku. Tělo Sally Menke bylo nalezeno 28. září 2010 na dně rokle poblíž bloku 5600 Green Oak Drive. Její pes byl nalezen živý, seděl vedle jejího těla. Úřad koronera později určil, že Menke zemřela v důsledku horka. V den její smrti bylo v centru Los Angeles 45 °C.

## Soukromí
V roce 1986 se provdala za filmového a televizního režiséra Deana Parisota. Stejně jako Menke i on vystudoval Tisch School of the Arts na Newyorské univerzitě. Manželé měli dvě děti, Lucase a Isabellu.

## Filmografie
Níže je uveden přehled celovečerních filmů Sally Menke, na kterých se podílela jako střihačka. Další dva tituly má za střih televizních dokumentů: Hans Bethe: Prophet of Energy (1980) a The Congress (1988).
| Rok       | Film                                                     | Režie              | Poznámky |
| --------- | -------------------------------------------------------- | ------------------ | --- |
| 1983      | Cold Feet                                                | Bruce van Dusen    | |
| 1990      | Želví nindžové                                           | Steve Barron       | |
| 1991      | The Search for Signs of Intelligent Life in the Universe | John Bailey        | |
| 1992      | Gauneři                                                  | Quentin Tarantino  | 20/20 Cena za nejlepší střih Nominace – Cena Circuit Community za nejlepší filmový střih |
| 1993      | Nebe a země                                              | Oliver Stone       | |
| 1994      | Pulp Fiction: Historky z podsvětí                        | Quentin Tarantino  | Cena Circuit Community za nejlepší střih Nominace – Oscar za nejlepší střih Nominace – Cena Eddie za Nejlepší střih celovečerního filmu – drama Nominace – Cena BAFTA za nejlepší střih |
| 1995      | Čtyři pokoje                                             | Quentin Tarantino  | Část: „Muž z Hollywoodu” |
| 1996      | Boss                                                     | Lee Tamahori       | |
| 1997      | Hlídač mrtvých                                           | Ole Bornedal       | |
| 1997      | Jackie Brownová                                          | Quentin Tarantino  | |
| 2000      | Krása divokých koní                                      | Billy Bob Thornton | |
| 2001      | Táta a ti druzí                                          | Billy Bob Thornton | |
| 2003–2004 | Kill Bill                                                | Quentin Tarantino  | Las Vegas Film Critics Society Award za nejlepší střih San Diego Film Critics Society Award za nejlepší střih Nominace – Cena BAFTA za nejlepší střih Nominace – Phoenix Film Critics Society Award za nejlepší střih Nominace – ACE Eddie for Best Edited Feature Film – Dramatic Nominace – Online Film Critics Society Awards za nejlepší střih Nominace – American Cinema Editors za nejlepší střih Nominace – Awards Circuit Community Awards |
| 2004      | The Cutting Edge: The Magic of Movie Editing             | Wendy Apple        | v dokumentu sama vystupuje |
| 2007      | Auto zabiják                                             | Quentin Tarantino  | Nominace – Italian Online Movie Award for Best Film Editing |
| 2009      | Hanební pancharti                                        | Quentin Tarantino  | Nominace – Oscar za nejlepší střih Nominace – Cena BAFTA za nejlepší střih Nominace – Critics' Choice Movie Awards Nejlepší střih Nominace – Online Film Critics Society Award za nejlepší střih |
| 2010      | Městečko Peacock                                         | Michael Lander     | |